# Chinon
Chinon er en by i Vestfrankrig ved floden Vienne. Byen har cirka 10.000 indbyggere (pr. 2001). I de senere år er byens vine blevet regnet som nogle af de bedste i Frankrig.
I 1429 mødte Jeanne d'Arc Karl 7. af Frankrig i borgen, som nu er delvis renoveret og en væsentlig turistattraktion.
Chinon er fødeby for François Rabelais (1493-1553).
- Wikimedia Commons har flere filer relateret til Chinon